# Bocula poaphiloides
Bocula poaphiloides là một loài bướm đêm trong họ Noctuidae.